# The Whales of August
The Whales of August és una pel·lícula estatunidenca dirigida per Lindsay Anderson i estrenada l'any 1987.

## Argument
Libby Strong (Bette Davis), una dona cega, i la seva germana Sarah (Lillian Gish) passen el que potser és el seu darrer estiu a la seva caseta de Maine davant del mar, on van viure feliçment quan eren més jovenetes i corrien per la platja per a poder veure les balenes. Velles ja les dues, viuen del record dels seus difunts esposos. Separada de la seua filla, l'autoritària i exigent Libby comença a treure de polleguera la seua germana, una dona protectora i amable, amb el resultat que Sarah, encara que dolça i tranquil·la, amb un esperit sensible que ha suportat dures proves, pensa demanar a la filla de Libby que prengui sobre si la responsabilitat de tindre cura de la seua mare, cada vegada més intractable. Entre els seus visitants hi ha el senyor Maranov (Vincent Price), un aristòcrata rus emigrat i d'avançada edat que sempre ha estat hoste de dones riques i Tisha Doughty (Ann Sothern), una veïna amable, encara que una mica tocada del cap, la qual troba exasperants les actituds autoritàries i de superioritat de Lilly. Joshua (Harry Carey Jr) és l'home hàbil que, a petició de Sarah, ha d'instal·lar una finestra panoràmica, a la qual cosa s'oposa Libby, que insisteix egoistament que ella i la seua germana ja són massa velles per a renovacions de qualsevol índole. Durant una invitació a sopar, la brusca i cruel Libby informa Maranov sense embuts que a casa no trobarà cap refugi, i amb una trista dignitat el vell gigoló replica que ell ja no espera res de la vida. Més tard, Sarah s'excusa davant l'aristòcrata per la grolleria de Libby. Quan arriba un agent de la propietat immobiliària, avisat per Tisha, que creu que la casa està en venda, Sarah l'acomiada molt enutjada. A poc a poc, les germanes arriben a reconèixer la seua mútua interdependència i el film acaba quan Libby cedeix prou com per a encarregar a Joshua que instal·li una finestra panoràmica, encaminant-se les germanes, agafades del braç, fins a la vora de l'aigua.

## Crítica
- "La senyoreta Davis està perfectament a l'altura d'una competició que acaba per semblar harmònica. (...) Quan lladra un comentari indesitjable i més aviat brusc, la seua veu familiar, ressò de The Little Foxes i Beyond the Forest, trenca l'assossec, no per aclaparar la senyoreta Gish, sinó per donar-li quelcom i, així, donar forma a la seua actuació."[2]

## Observacions
Es va projectar fora de concurs al Festival de Cinema de Canes de l'any 1987.

## Curiositats
Lindsay Anderson, el director de la pel·lícula, va dir un bon dia a Lillian Gish durant el rodatge: "Senyoreta Gish, m'ha donat un primer pla perfecte!". A la qual cosa, Bette Davis va respondre: "És clar! Aquesta bandarra els va inventar!"

## Repartiment
- Bette Davis
- Lillian Gish
- Vincent Price
- Ann Sothern
- Harry Carey Jr.
- Frank Grimes
- Frank Pitkin
- Mike Bush
- Margaret Ladd
- Tisha Sterling
- Mary Steenburgen[1]

## Premis i nominacions

### Nominacions
- 1988. Oscar a la millor actriu secundària per Ann Sothern